# Джунглівниця рудохвоста
Джунглівниця рудохвоста (Cyornis ruficauda) — вид горобцеподібних птахів родини мухоловкових (Muscicapidae). Ендемік Філіппін.

## Таксономія
Рудохвосту джунглівницю раніше відносили до роду Джунглівниця (Rhinomyias), однак дослідження 2010 року показало, що рід є поліфілітичним. За результатами дослідження низку видів, зокрема рудохвосту джунглівницю було переведено до роду Гірська нільтава (Cyornis).

## Підвиди
Виділяють чотири підвиди:
- C. r. ruficauda (Sharpe, 1877) — острів Басілан;
- C. r. zamboanga (Rand & Rabor, 1957) — захід острова Мінданао;
- C. r. boholensis (Rand & Rabor, 1957) — острів Бохоль;
- C. r. samarensis (Steere, 1890) — схід і південь Філіппін.

Cyornis ruficrissa і Cyornis ocularis раніше вважалися підвидами рудохвостої джунглівниці, однак в 2021 році були визнані окремими видами.

## Поширення і екологія
Рудохвості джунглівниці живуть в рівнинних і гірських тропічних лісах.